# Ebersberg (Mähring)
Die Einöde Ebersberg ist ein Gemeindeteil des Marktes Mähring im oberpfälzischen Landkreis Tirschenreuth.

## Geografie
Ebersberg liegt im Oberpfälzer Wald, nahe der Grenze zur Tschechischen Republik. Es befindet sich direkt auf der Europäischen Hauptwasserscheide. Die Einöde liegt 13 Kilometer östlich der Stadt Tirschenreuth und zwei Kilometer südwestlich von Mähring, am höchsten Punkt der unmittelbar südöstlich des Ortes vorbeiführenden Staatsstraße 2167. Da diese Straße die Europäische Wasserscheide auf knapp unter 700 Metern überquert, kommt es in schneereichen Wintern häufig zu witterungsbedingten Straßensperrungen. Bis zum Fall des Eisernen Vorhanges führte dies zeitweilig dazu, dass das nordöstlich von Ebersberg gelegene Mähring zeitweilig vom übrigen Bundesgebiet abgeschnitten war.

## Geschichte
Das bayerische Urkataster zeigt in den 1810er Jahren am Ort der heutigen Einöde noch ein Flurgebiet, das „od Ebersberg“ genannt wurde.
Gebaut wurde der Aussiedlerhof Ebersberg wohl in den späten 1960er Jahren. Erstmals kartiert wurde der Ortsteil im Jahr 1976.
Mit dem Gemeindeedikt von 1818 gehörte Ebersberg zur Ruralgemeinde Griesbach. Diese bestand neben Ebersberg noch aus den Orten Griesbach, Asch, Groppenmühle, Laub, Lauterbach und Redenbach. Als während der Gebietsreform acht Jahre später die Gemeinden Dippersreuth, Griesbach und Großkonreuth am 1. Mai 1978 in die Gemeinde Mähring eingegliedert wurden, entstand daraus die vergrößerte Einheitsgemeinde Mähring. Deren Verwaltung befindet sich aber nicht mehr im namensgebenden Hauptort, sondern in Großkonreuth. Im Jahr 1970 lebten acht Einwohner in Ebersberg, 1987 waren es sieben.